# 大野城市立大城小学校
大野城市立大城小学校（おおのじょうしりつおおぎしょうがっこう）は、福岡県大野城市大城三丁目にある公立小学校。

## 概要
大野城市域の北西部、南北に通る国道3号の東脇の丘陵地、国道3号と九州自動車道とに挟まれるところの、古く釜蓋（かまぶた）と呼ばれた大城街区の東寄りの一角に所在する。

## 沿革
- 1978年（昭和53年）4月 - 開校[1]

## 通学区域
- 大字乙金（一部）、大字瓦田（4から133の8）、大城（1丁目から5丁目）、乙金（3丁目17番から19番）、乙金台（1丁目1番・12番29号から56号、3丁目1番）、御笠川6丁目[2]

## 進学先中学校
- 大野城市立大野東中学校[2]

## 交通
最寄のバス停留所はまどか号『大城小学校』（大城ルート）。南方近場には太宰府インターチェンジがある。

## 周辺
- 大野城総合公園
  - 体育館や多目的グラウンドなどを備えた、市の運営による公園。別名『まどかパーク』。わずか北東に所在。
- 釜蓋地禄神社
  - 同市瓦田にある地禄神社の遥拝所として開社した神社。南方に存在。
- 道標石
  - 江戸時代につくられたものとされる道標のための石碑（参照『大城の道標石』）。大野城市指定有形民俗文化財。南西、国道3号のほど近くに存在。